# Jerzy Stefan Stawiński

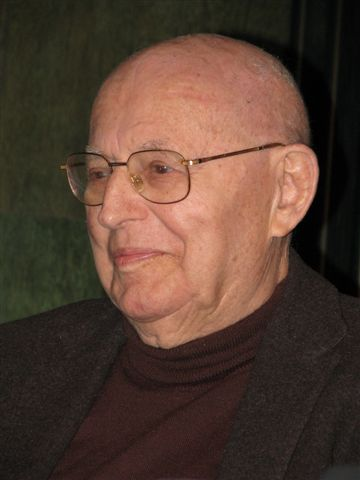

Jerzy Stefan Stawiński (1 de julho de 1921 — 12 de junho de 2010) foi um roteirista e diretor de cinema polaco.